# Army of the Dead
Army of the Dead is een Amerikaanse zombie- en kraakfilm uit 2021 onder regie van Zack Snyder. De film heeft een ensemblecast bestaande uit onder anderen Dave Bautista, Ella Purnell, Omari Hardwick, Ana de la Reguera en Theo Rossi.

## Verhaal
Een groep huurlingen besluit om tijdens een zombie-uitbraak in Las Vegas een casino te beroven.

## Rolverdeling
| Acteur                | Personage       |
| --------------------- | --------------- |
| Dave Bautista         | Scott Ward      |
| Ella Purnell          | Kate Ward       |
| Omari Hardwick        | Vanderohe       |
| Ana de la Reguera     | Maria Cruz      |
| Theo Rossi            | Burt Cummings   |
| Matthias Schweighöfer | Ludwig Dieter   |
| Nora Arnezeder        | Lily            |
| Hiroyuki Sanada       | Bly Tanaka      |
| Tig Notaro            | Marianne Peters |
| Raúl Castillo         | Mikey Guzman    |
| Huma Qureshi          | Geeta           |
| Garret Dillahunt      | Martin          |
| Samantha Win          | Chambers        |
| Michael Cassidy       | Sergeant Kelly  |
| Richard Cetrone       | Zeus            |
| Chelsea Edmundson     | Misty Hillman   |
| Steve Corona          | Mr. Hillman     |

## Productie
In maart 2007 werd bekend dat Zack Snyder, die eerder al de zombiefilm Dawn of the Dead (2004) had geregisseerd, een nieuwe zombiefilm wilde maken. Het project, getiteld Army of the Dead, werd aanvankelijk opgepikt door Universal en Warner Brothers. In 2008 werd Matthijs van Heijningen jr. als regisseur aangekondigd. Het project sleepte echter aan en zou uiteindelijk pas een decennium later weer opgepakt worden. In januari 2019 raakte bekend dat Netflix de productie van Warner Brothers had overgenomen, en dat Snyder de film zelf zou schrijven, regisseren en produceren.
In april 2019 werd Dave Bautista gecast als hoofdrolspeler. Een maand later werden Ella Purnell, Ana de la Reguera, Theo Rossi en Huma Qureshi aan het project toegevoegd. In juli 2019 werd de cast uitgebreid met onder meer Garret Dillahunt, Matthias Schweighöfer, Chris D'Elia en Hiroyuki Sanada.
De opnames gingen midden juli 2019 van start in Los Angeles en Albuquerque. Verder werd ook gefilmd in Atlantic City (New Jersey), onder meer in het Showboat Hotel en het Atlantic Club Casino Hotel, een casino en hotel dat al sinds 2014 gesloten was. Snyder filmde het project zelf met Red Digital Cinema-camera's.
In de loop van 2020 kwam D'Elia in opspraak vanwege seksueel grensoverschrijdend gedrag. De acteur werd daarop uit de film geknipt, en werd vervangen door actrice Tig Notaro, die door middel van bijkomende opnames en digitale animatie in D'Elia's scènes werd geplaatst. De ingreep kostte de studio 'enkele miljoenen dollars'.

## Première
Army of the Dead werd op 14 mei 2021 in de Amerikaanse bioscoop uitgebracht, en op 21 mei 2021 op Netflix.

## Muziek
De originele filmmuziek werd gecomponeerd door Tom Holkenborg ook bekend als Junkie XL. De gelijknamige soundtrack verscheen op 21 mei 2021 door Milan Records.

## Spin-offs
In september 2020 werd bekend dat Netflix plannen had om enkele spin-offs van de film te maken. Aangekondigd werden zowel een prequelfilm (Army of Thieves) als een animeserie (Army of the Dead: Lost Vegas).